# Nachal Bereniki
Nachal Bereniki (hebrejsky: נחל ברניקי) je krátké vádí v Dolní Galileji, v severním Izraeli.
Začíná na severovýchodních svazích hory Har Menor, která je severním pokračováním hřbetu Ramat Porija. Svahy jsou zde pokryté lesním komplexem Ja'ar Švejcarija (Švýcarský les). Pak vádí směřuje k východu a rychle sestupuje do příkopové propadliny Galilejského jezera. Ve svazích se tu nachází pramen Ejn Bereniki (עין ברניקי) a níže též vrch Har Bereniki s jeskyní Ma'arat Bereniki (מערת ברניקי). Ústí do Galilejského jezera 2 kilometry jižně od centra města Tiberias.